# Andrij Hryszczenko
Andrij Wałentynowycz Hryszczenko (ukr. Андрій Валентинович Грищенко, ur. 3 października 1974 w Korosteniu, w obwodzie żytomierskim) – ukraiński piłkarz, grający na pozycji napastnika.

## Kariera piłkarska

### Kariera klubowa
Wychowanek klubu Łokomotyw Korosteń. Karierę piłkarską rozpoczął w amatorskim zespole Cementnyk Kamieniec Podolski, skąd w listopadzie 1993 przeszedł do Metalist Charków. Jeden raz zagrał w pierwszym składzie klubu, a już od wiosny następnego roku bronił barw SBTS Sumy. Latem przeniósł się klubu Jawir Krasnopole, a jesienią 1995 grał w Ahrotechserwisie Sumy. Na początku 1996 wyjechał za granicę, gdzie został piłkarzem FC Zlín. Następnie występował w klubach Górnik Zabrze, Chemik Police, Stomil Olsztyn, Aluminium Konin, NK Hrvatski Dragovoljac), Stal Stalowa Wola, Górnik Polkowice oraz Górnik Łęczna. Od sezonu 2004/05 w Arce Gdynia. W 2007 powrócił do Ukrainy, gdzie zakończył karierę piłkarską w klubie FK Korosteń.